# Tsimshian

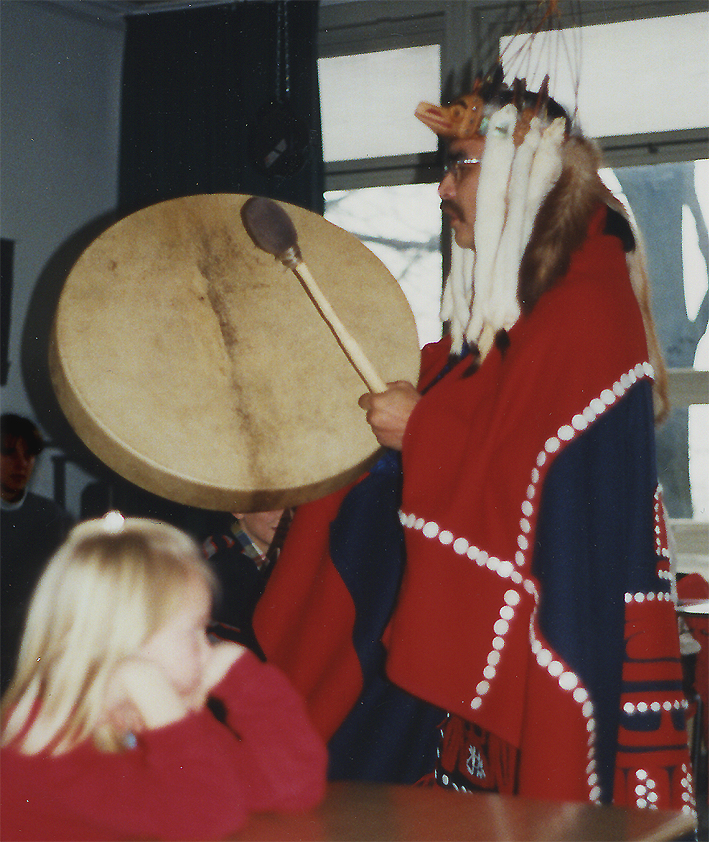
Een Tsimshian drumt tijdens een bijeenkomst in Wuppertal (1999)

De Tsimshian zijn een inheems volk aan de Noord-Amerikaanse Noordwestkust. Ze leven voonamelijk in Brits-Columbia, het uiterste zuiden van Alaska en de Alexanderarchipel. Hun aantal is ongeveer 10.000, waarvan in Alaska ongeveer 1.300. Ze behoren tot een grote groep kleine indiaanse volkeren die aan de noordwestkust van Noord-Amerika wonen. 
De Tsimshian vormen hiërarchische clan-matrilineaire gemeenschappen en leven van de visserij en de jacht. Zoals alle volkeren van de Pacifische kust danken de Tsimshians hun welvaart aan de overvloed aan vis, vooral zalm. Hun karakteristieke huizen zijn grote langhuizen gebouwd van cederhout. Deze huisvestten meestal een hele familie. Culturele taboes verboden vrouwen en mannen om ongepast voedsel te eten tijdens en na de bevalling. Het huwelijk was een buitengewoon formele aangelegenheid met een langdurige en opeenvolgende reeks ceremonies. De Tsimshian-religie was gecentreerd rond de "Heer van de Hemel", die zijn volk hielp in tijden van nood door bovennatuurlijke agenten naar de aarde te sturen. De Tsimshians geloofden dat naastenliefde en rituele reiniging van het lichaam (met zowel reinigen als vasten) de hoofdweg naar het hiernamaals waren. 
Net als de andere volkeren van de Pacifische kust, beoefenden de Tsimshians de rite van de potlatch, die ze yaawk of gewoon het feest noemden. Tegenwoordig komen mensen samen voor potlatches bij begrafenissen of voor de toewijzing van bepaalde titels of functies.